# Hugon V (hrabia Maine)
Hugon V d’Este (zm. 1131) – hrabia Maine, młodszy syn Alberta Azzo II d’Este, margrabiego Mediolanu, i Gersendy, córki hrabiego Maine Herberta I.
W 1062 r. zmarł ostatni męski przedstawiciel dynastii z Maine, Herbert II. Przed śmiercią wyznaczył swoim dziedzicem księcia Normandii Wilhelma II. Wilhelm osadził w Maine swojego najstarszego syna, Roberta. Jego rządy nie cieszyły się jednak poparciem mieszkańców Maine. W 1069 r. zbuntowali się oni przeciwko Robertowi. Wsparcia udzielił im hrabia Andegawenii Fulko IV. Robert został wyparty z Maine. Jego mieszkańcy wybrali swoim władcą wnuka hrabiego Herberta I, właśnie Hugona d’Este.
Według przekazu kronikarza Oderyka Vitalisa młody Hugon nie odznaczał się ani inteligencją, ani odwagą. Książę Wilhelm nie pogodził się z utratą hrabstwa. Wciąż trwała więc wojna. W 1073 r. Wilhelm wyparł Hugona z Maine. Po śmierci Wilhelma w 1087 r. Hugon spróbował odzyskać hrabstwo. Udało mu się to w 1090 r. Trzy lata później zrezygnował z praw do hrabstwa, przekazując je swojemu kuzynowi, Eliaszowi I. Zmarł w 1131 r.
Około 1071 r. Hugon poślubił Herię de Hauteville, córkę Roberta Guiscarda, księcia Apulii, Kalabrii i Sycylii, oraz Sikelgaity, córki Guaimara IV, księcia Salerno. Małżonkowie nie mieli razem dzieci.